# Southwest Brook (Terra Nova)
De Southwest Brook is een 12 km lange rivier in de Canadese provincie Newfoundland en Labrador. De rivier bevindt zich in het oosten van het eiland Newfoundland en stroomt door het Nationaal Park Terra Nova.

## Geografie
De Southwest Brook begint als uitstroom van de Southwest Ponds, twee met elkaar verbonden meertjes in een afgelegen bosgebied. Hij gaat als beekje in oostelijke richting en gaat al snel het Nationaal Park Terra Nova binnen. Na ruim 3 km wordt hij door een andere vrij grote beek aangevuld en zwelt hij vanaf dat punt aanzienlijk aan. Vanaf die samenvloeiing draait de Southwest Brook naar het noordoosten toe, een richting die hij tot aan zijn monding aanhoudt. De rivier ligt vanaf daar immers in een uitgesproken dal met zuidwest-noordoostoriëntatie.
De rivier is in zijn bovenloop sterk meanderend, maar is in zijn benedenloop relatief rechtlijnig. Zo'n 2,5 km voor zijn monding gaat de Southwest Brook onderdoor de Trans-Canada Highway (NL-1).
Na in totaal 12 km mondt de rivier uiteindelijk uit in de Southwest Arm, een smalle zeearm die tot diep in het nationaal park reikt. De stroming op de Southwest Brook sleurt relatief grote hoeveelheden zand en grind mee naar zee, waardoor er aan de monding een schoorwal is ontstaan. Er is ook sprake van beperkte deltavorming.

## Toerisme
Waar de rivier onderdoor de Trans-Canada Highway (TCH) stroomt, bevindt zich de toeristische stopplaats Southwest Brook – Ruisseau Southwest. Deze is uitgerust met picknicktafels en drinkwaterkraantjes. Ook de riviermonding is voorzien van zo'n stopplaats voor parkbezoekers, namelijk Southwest Arm – Bras Southwest. Hier bevinden zich onder meer kampeerfaciliteiten.
Beide locaties zijn, behalve via de TCH, ook met elkaar verbonden via de Southwest Brook Trail (ook: Southwest Arm Trail), een 2 km lange wandelroute (ofwel 4 km heen-en-terug). Deze volgt grotendeels de oever van het riviertje en steekt het via een wandelbrug ook over. Het pad gaat daarbij ook dwars doorheen het met mossen begroeide oerbos, bestaande uit balsemzilversparren en zwarte sparren, dat door de Southwest Brook doorsneden wordt.